# مهند خیرالله
مهند خیرالله (عربی: مهند خيرالله أحمد السليمان؛ زادهٔ ۲۵ ژوئیهٔ ۱۹۹۳) بازیکن فوتبال اهل اردن است.
از باشگاه‌هایی که در آن بازی کرده‌است می‌توان به باشگاه فوتبال الجزیره (امان) اشاره کرد.
وی همچنین در تیم‌های ملی فوتبال زیر ۲۳ سال اردن و اردن بازی کرده‌است.